# Konståret 2025

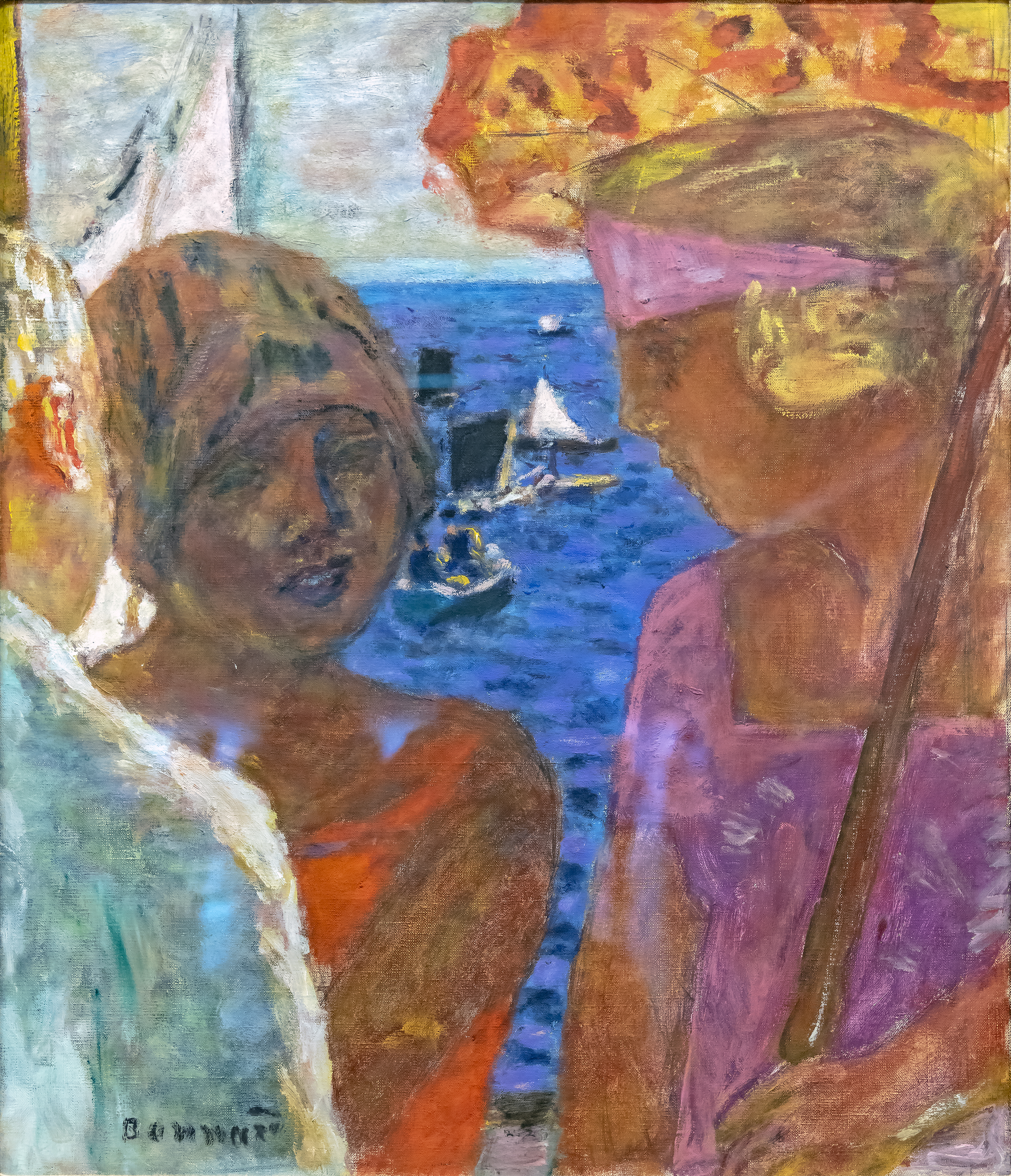
Pierre Bonnards Konversation i Arcachon (omkring 1926–1930) ställdes ut på Nationalmuseum under våren.

## Händelser
- Mars: Den återupptäckta Porträtt av prins William Nii Nortey Dowuona av Gustav Klimt ställs ut för första gången sedan 1928. Tavlan var i konstnärens ägo vid hans död 1918 och ägdes därefter av en judisk ägare som flydde Österrike i samband med andra världskriget.[1]

## Utställningar

### Göteborgs konstmuseum
- Bugs & Metamorphosis: Glitching Photography, 8 februari–4 maj 2025[2]
- Burning Desire av den kuwaitiska konstnären Monira Al Qadiri, 10 maj–9 november 2025[3]
- Apokalyps. Från yttersta domen till klimathot, 22 februari 2025–18 januari 2026[4]
- Göteborgs Internationella Konstbiennal 2025, 20 september–30 november 2025[5]
- Stenastiftelsens kulturstipendium 2025, 6 december 2025–29 mars 2026[6]

### Moderna museet
- Tysk expressionism. Konstnärsgruppen Brücke och modernismens början, 21 september 2024–9 mars 2025.
- Katalin Ladik. Ooooooooo-pus, 9 november 2024–18 maj 2025.
- Britta Marakatt-Labba. Där varje stygn andas, 14 juni– 9 november 2025.
- Mike Kelley. Ghost and Spirit, 10 maj–12 oktober 2025.

### Nationalmuseum
- Svensk bokkonst, 4 februari–1 juni 2025.
- Bonnard och Norden, 20 februari–18 maj 2025. Nationalmuseum beskrev hur den franske konstnären Pierre Bonnard vid 1900-talets början skapade sitt eget färgskimrande universum samtidigt som världen utanför stod i brand.[7]
- Ernst Billgren – nya minnen, 10 april–15 oktober 2025.
- The Left Shore – Anders Petersen möter Johan Renck, 12 juni 2025–11 januari 2026.
- Hanna Hirsch Pauli – konsten att vara fri, 19 juni 2025–11 januari 2026. Separatutställning om Hanna Hirsch Pauli som Nationalmuseum beskriver som en av de mest välkända av okända målare inom nordisk konst från sekelskiftet 1900.[8]

### Nordiska akvarellmuseet
- En värld av mönster, 11 maj–14 september 2025[9]
- Ur museets samling, Nordiska akvarellmuseet 25 år, 11 maj–14 september 2025[10]

### Prins Eugens Waldemarsudde
- Hertervig-Hill. Dröm och verklighet, 21 september 2024 – 26 januari 2025.
- Gunnel Wåhlstrand, 26 oktober 2024 – 16 mars 2025.
- Maria Hall – Jag följer era spår, 16 januari – 16 mars 2025.
- Från Mumin till Chop Chop – Tove Jansson, Ilon Wikland, Pija Lindenbaum, Linda Bondestam, 15 februari – 17 augusti 2025.
- Mot det moderna – Christian Skredsvig', 5 april – 5 oktober 2025.

### Röda Sten konsthall
- Skuggan av lyster, konstnären Amol K Patil, 8 februari–21 april 2025[11]
- Curtain Call, HDK-Valand, 3–25 maj 2025[12]
- Potatisätarna, konstnärerna Astrid Göransson, Sigrid Holmwood och Unni Britta Kangas, 13 juni–24 augusti 2025[13]

### Skulptur i Pilane
- Primordial, konstnären Ugo Rondinone, 17 maj–28 september 2025[14]

### Thielska galleriet
- Det är vackrast när det skymmer, 21 september 2024–26 januari 2025.
- Tillsammans, 15 februari–24 augusti 2025. Thielska Galleriet firade 100 år som museum med utställningen Tillsammans som syftade på att galleriet var ett resultat av gemensamma krafter. Det gällde förstås grundarna Signe Maria och Ernest Thiel som tillsammans byggde upp en av Sveriges mest betydande konstsamlingar, men också flera av konstnärerna som de understödde och vars konst har format museet.[15]
- Liv och människor. Döderhultarn, 17 maj–12 oktober 2025.